# 기노시타 고스케
기노시타 고스케(일본어: 木下 康介, 1994년 10월 3일~)는 일본의 축구 선수이다.

## 구단 경력
그는 2016년부터 2021년까지 FC 08 홈부르크, 할름스타드 BK, 신트트라위던 VV, 스타베크 포트발에서 뛰었다. 2021년 J1리그의 우라와 레즈로 이적했다. 2022년 J2리그의 미토 홀리호크로 이적, 38경게 출전하여 12득점을 기록했다. 2023년 J1리그의 교토 상가 FC로 이적했다. 2024년 가시와 레이솔로 이적했다.